# Cesón Quincio Claudo
Cesón Quincio Claudo  fue un político romano del siglo III a. C. perteneciente a una rama patricia de la gens Quincia. Obtuvo el consulado en el año 271 a. C.